# Japalura zhaoermii
Japalura zhaoermii är en ödleart som beskrevs av  Goa och HUO 2002. Japalura zhaoermii ingår i släktet Japalura och familjen agamer. Inga underarter finns listade i Catalogue of Life.
Artepitetet i det vetenskapliga namnet hedrar den kinesiska herpetologen Zhao Er-mi.